# Catharina Johanna Koek
Catharina Johanna Koek, född 1763, död 11 februari 1843 i Buitenzorg, var en nederländsk guvernörsfru. 
Hon var dotter till ämbetshavaren Joost Jzn. Koek (1731-1790) och Catharina de Roth. Hon gifte sig 1778 med ämbetshavaren Joan George Abeleven (1747-ca. 1781) och 1781 med Abraham Couperus (1752-1813), guvernör Malacka 1788-1795. 
Koek har inom forskningen ofta skildrats som exempel på den inhemska koloniala kulturen i Nederländska Ostindien, och hur den uppfattades av européer. De britter som mötte henne på Malacka 1795 blev chockerade över den blandning av västerländska och inhemska seder som var vanlig inom hennes klass av infödda holländska kolonisatörer: hennes mor var utomäktenskaplig dotter till en europé och en frigiven indisk slavinna, något som var vanligt inom denna klass, hon bar en blandning av inhemska och holländska kläder, bar håret i knut som de asiatiska kvinnorna och tuggade betel som spottades i spottkoppar som stod överallt i rummet. Hon beskrivs dock också som vänlig och väluppfostrad. 
År 1795 erövrades Malacka av britterna, som förde Koek och hennes familj som fångar till Tranquebar i Indien. De bosatte sig 1811 i Batavia. Hon och hennes make betraktades länge som grundarna av den sedan framstående familjeklanen Couperus i Nederländska Ostindien, där hon inom traditionen blev en respekterad matriark.